# Chrysler New York Special
Der Chrysler New York Special war ein PKW der Oberklasse, den Chrysler in Detroit im Modelljahr 1938 als Sonderserie des Imperial der Serie C19 herstellte. 
Der Wagen besaß einen seitengesteuerten 8-Zylinder-Reihenmotor mit 4895 cm³ Hubraum, der 117 PS (85 kW) Leistung abgab. Auf Wunsch war auch ein höher verdichteter Motor mit 124 PS (90 kW) zu bekommen. Über eine Einscheiben-Trockenkupplung und ein Dreiganggetriebe mit Mittelschaltung wurden die Hinterräder angetrieben. Alle vier Räder wurden hydraulisch gebremst. Der New York Special unterschied sich vom normalen Imperial mit 112-PS-Motor durch den Einsatz der stärkeren Maschinen des Custom Imperial. Zudem besaß er einen etwas anderen Kühlergrill, auf Wunsch Zweifarbenlackierung und bessere Polsterstoffe im Innenraum. Zwar wurde neben der 4-türigen Touring-Limousine (mit separatem Kofferraum) auch ein Business-Coupé mit 2 Türen und 2 Sitzplätzen angeboten, aber es ist nicht bekannt, dass auch nur eines verkauft worden wäre. Insgesamt wurden in diesem Jahr 8.554 Touring-Limousinen des Chrysler Imperial hergestellt. Wie viele davon New York Special waren, ist nicht bekannt.
Im Folgejahr ersetzte der New Yorker den New York Special.

## Quelle
- Beverly R. Kimes, Henry A. Clark: Standard Catalog of American Cars 1805–1942. Krause Publications, Iola 1985, ISBN 0-87341-045-9.